# La habitación roja (cuadro)
Armonía en rojo o La habitación roja es un óleo del artista Henri Matisse (1869-1954) de 1908. Se trata de una obra de grandes dimensiones –180'5 x 221– cm, y fue pintada por encargo del multimillonario ruso Sergei Shukin, coleccionista de la obra del pintor. Al parecer, Matisse pintó todo el fondo de color azul claro (como aún puede verse en los bordes), pero finalmente lo sobre-pintó de rojo intenso. Un año después Matisse pintaría Bodegón con mantel azul, que pudiera dar una idea aproximada de cómo era La habitación roja en su origen.

## Descripción y análisis
Se representa un comedor donde una mujer está poniendo la mesa, al fondo, a la izquierda, una ventana muestra «unos árboles blancos, un seto, florecillas y una casita a lo lejos». Matisse, siguiendo la tendencia subjetivista de los «fauves», hace un uso subjetivo del color, el pelo de la mujer es naranja y el rojo domina en la composición (de este modo el colorido domina los planos compositivos). Ni la mesa ni la mujer presentan cualquier tipo de modelado, las formas son planas y completamente bidimensionales. El dibujo remarcado con líneas negras y los colores planos recuerdan características de la pintura románica. La línea recta de la mesa transmite serenidad mientras que las formas curvas de la decoración en roleos transmiten sensualidad.
La pincelada cargada y uniforme se impregna de colores son puros y primarios, reservando los secundarios para los detalles de hecho, siguiendo el gusto detallista de Matisse. Algunos analistas lo han catalogado como bodegón.